# Carnet de glycémie

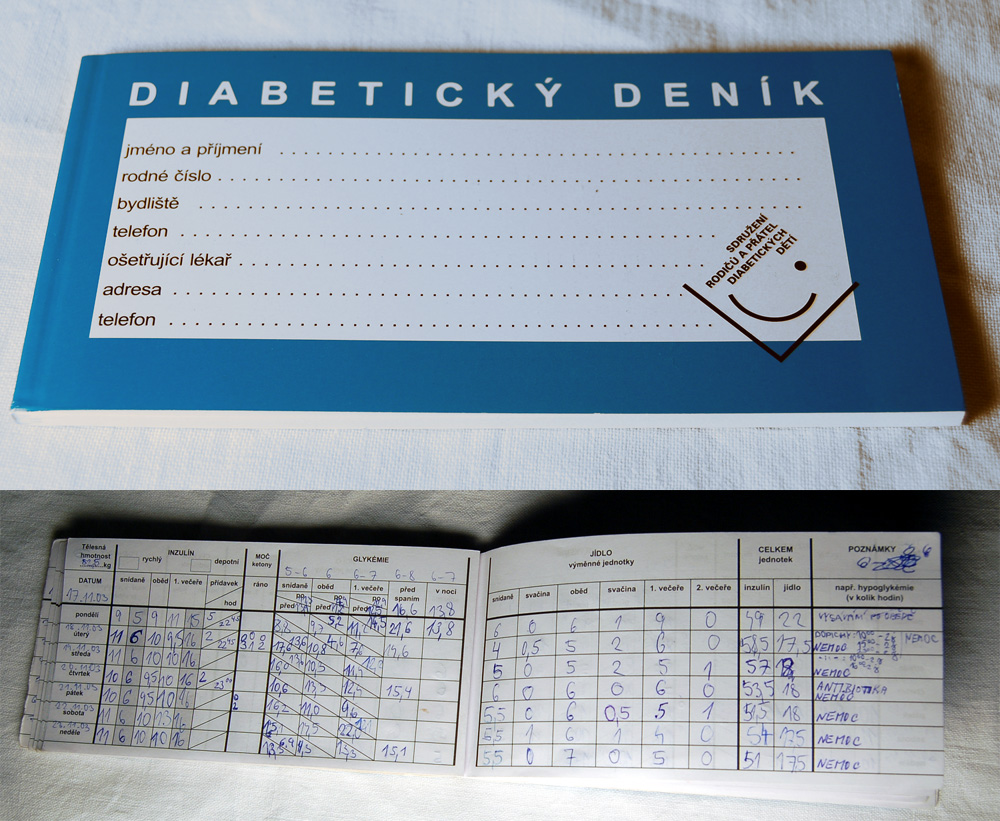

Un carnet de glycémie ou carnet d'autocontrôle glycémique est un outil de gestion quotidienne et de suivi du diabète. Il se présente sous forme d'un journal dans lequel un diabétique consigne ses taux de glycémies, mesurés à différents moments de la journée - en général avant les repas (mesure préprandiale) et deux heures après le début des repas (mesure postprandiale) ainsi que les quantités d'insuline qu'il s'est injectées.